# Cedrelinga
Cedrelinga là một chi thực vật có hoa trong họ Đậu.